# Menzies Creek
Menzies Creek är en del av en befolkad plats i Australien. Den ligger i kommunen Yarra Ranges och delstaten Victoria, omkring 40 kilometer öster om delstatshuvudstaden Melbourne. Antalet invånare är 911.
Runt Menzies Creek är det ganska glesbefolkat, med 40 invånare per kvadratkilometer.. Närmaste större samhälle är Berwick, omkring 14 kilometer söder om Menzies Creek.
I omgivningarna runt Menzies Creek växer i huvudsak städsegrön lövskog. Genomsnittlig årsnederbörd är 1 244 millimeter. Den regnigaste månaden är juli, med i genomsnitt 140 mm nederbörd, och den torraste är januari, med 49 mm nederbörd.